# Fondation Maeght

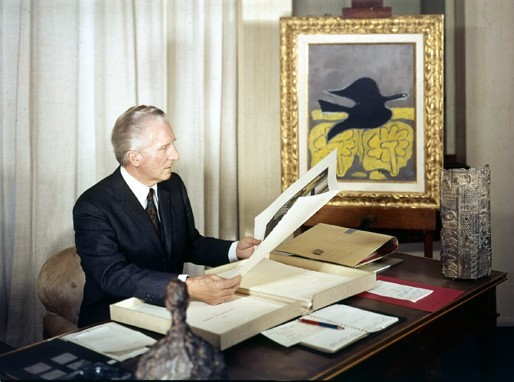
Aimé Maeght assis à son bureau (une création d'André Arbus), avec devant lui une sculpture d'Alberto Giacometti et une peinture de Georges Braque.

La Fondation Marguerite et Aimé Maeght (prononcé [mɑɡ]), ou Fondation Maeght, est la première fondation d’art moderne et d'art contemporain en France, située à proximité du village de Saint-Paul-de-Vence, dans le département des Alpes-Maritimes en France. Elle compte parmi les collections internationales les plus importantes avec plus de 13 000 œuvresdes grands artistes du XXe siècle et du début du XXIe..
Aimé Maeght (1906-1981) et son épouse Marguerite (née Devaye, 1909-1977) étaient des éditeurs, imprimeurs, marchands d'art et galeristes. Ils entretenaient une amitié particulière avec des artistes parmi les plus importants du XXe siècle, tels que Pierre Bonnard, Henri Matisse, Joan Miró, Alexander Calder, Fernand Léger, Georges Braque, Alberto Giacometti et Marc Chagall. C'est de cette amitié qu'est née leur Fondation, dont le bâtiment, réalisé par l'architecte catalan Josep Lluís Sert, est inauguré en 1964 par André Malraux. Elle devient alors la première fondation indépendante d'art moderne en France.

## Histoire

### Débuts
Aimé Maeght naît en 1906 à Hazebrouck, dans le département du Nord. Son père Alfred Maeght, employé de chemin de fer, est porté disparu durant la Première Guerre mondiale. Après une formation de dessinateur-lithographe, il s’installe à Cannes où il rencontre Marguerite Devaye, qu'il épouse le 31 juillet 1928. Ensemble, ils ont deux enfants : Adrien, né le 17 mars 1930 et Bernard, né le 2 mai 1942.
En 1930 ils fondent l'imprimerie des Arts avant d'ouvrir, deux ans plus tard, un magasin d'appareils radio et de décoration, situé rue des Belges à Cannes. C'est à ce moment qu'ils font pour la première fois la rencontre de Pierre Bonnard, lors de la réalisation d'une lithographie. En 1936, le magasin devient la galerie Arte (Arts et techniques graphiques) où sont principalement exposées des œuvres de peintres locaux.

### La galerie Maeght
En octobre 1945, Aimé et Marguerite Maeght inaugurent à Paris la galerie Maeght, 13 rue de Téhéran à Paris, un lieu de rendez-vous pour les artistes, les poètes et les écrivains. L'exposition d'inauguration est consacrée à Henri Matisse, que Bonnard avait présenté au couple Maeght en 1944 ; une rencontre marquante à l’origine de nombreux portraits de Marguerite réalisés par le peintre. La galerie permet également à Aimé Maeght de poursuivre ses activités d’édition, marquant la volonté du couple d’ancrer leur projet dans la pluralité des mouvements artistiques. Le groupe d'artistes exposés à la galerie s’élargit progressivement, avec l’arrivée de figures majeures telles que Braque, Fernand Léger, Joan Miró, Bram, Marc Chagall et Geer Van Velde. Entre 1946 et 1951, la galerie accueille également les premières expositions de Alexander Calder, Raoul Ubac, Alberto Giacometti et Vassily Kandinsky. Ce couple visionnaire organise en 1947 la première exposition surréaliste autour d’André Breton et de Marcel Duchamp qui connaît un succès sans précédent. À la fin des années soixante, la galerie est devenue une des premières galeries du monde.

### La création de la Fondation Maeght
En 1953, la mort de Bernard, le fils cadet de Aimé et Marguerite, plonge le couple dans un profond désarroi et les pousse à se retirer à Saint-Paul-de-Vence. Sur les conseils de Fernand Léger, le couple Maeght entreprend alors un voyage aux États-Unis deux ans après son décès, afin de visiter les fondations américaines telles que la fondation Barnes, la collection Phillips ou le musée Guggenheim. L'idée de créer un lieu d'échange et de rencontre où rassembler sa collection et ses amis artistes dans le sud de la France commence à se concrétiser.
La Fondation Maeght ouvre ses portes le 28 juillet 1964 à Saint-Paul-de-Vence,. Elle est inaugurée par André Malraux, qui soutient le projet dès le départ et déclare : « Ici est tenté quelque chose qui n’a jamais été tenté : créer l’univers dans lequel l’art moderne pourrait trouver à la fois sa place et cet arrière-monde qui s’est appelé autrefois le surnaturel ».
La Fondation a été entièrement financée par Aimé et Marguerite Maeght lui permettant d’être entièrement indépendante et libre du choix de son programme et de ses expositions. Le couple fait également don d'une partie de sa collection à la Fondation, qu'ils ont continué d'enrichir année après année. Le Conseil d'administration est actuellement composé de 11 membres où figurent trois représentants des ministères de tutelle, des personnalités qualifiées et quatre membres de la famille Maeght : Adrien Maeght qui en assure la présidence depuis 1982, Isabelle et Jules Maeght et Sylvie Balthazar-Eon.
Elle est reconnue d’utilité publique et peut ainsi recevoir des dons, legs et mécénats qui lui permettent de soutenir la conservation et l'enrichissement de sa collection, la préservation de son patrimoine architectural et des jardins, et le développement de ses activités culturelles.

## Collections
La Fondation Maeght possède l'une des plus importantes collections de peintures, de sculptures, de dessins et d’œuvres graphiques d’artistes modernes et contemporains en Europe, avec plus de 13 000 références. Elle conserve également plus de 40 000 livres dont un trésor de bibliophilie.
Alberto Giacometti est l'un des artistes les plus visibles à la Fondation. L’ensemble des œuvres de l’artiste forme l'une des deux collections les plus importantes au monde : 35 sculptures, 25 dessins, 60 gravures et lithographies, dont les rares bronzes des années 1930 comme Le Cube, l’Objet invisible ou la Fontaine. La Fondation Maeght possède notamment les deux versions de L’homme qui marche et les deux versions de la Femme debout.
La collection comporte aussi une grande partie de l’œuvre de Joan Miró avec huit peintures, 140 sculptures, 75 dessins, une centaine de collages et maquettes et plus d’un millier de lithographies et de gravures.

## Expositions
Depuis son ouverture en 1964, la Fondation Maeght a organisé plus de 150 expositions thématiques, monographiques ou des expositions d’artistes contemporains dont les principales sont :
- Expositions thématiques : l’Art vivant aux États-Unis, L’art en mouvement, le Nu au XXe siècle, La Russie et les Avant-Gardes, Les Aventures de la vérité, Au cœur de l'Abstraction.
- Expositions monographiques : Kandinsky, Chagall, Alexander Calder, Matisse, de Staël, Bonnard, Giacometti, Miró, Braque, Dubuffet.
- Expositions d’artistes contemporains : Yan Pei-Ming, Pier Paolo Calzolari, Takis, Jacques  Monory, Gérard Garouste, Christo et Jeanne-Claude, Eduardo Arroyo, Lee Bae, Bernard Moninot.
- Exposition Amitiés, Bonnard-Matisse pour les 60 ans de la Fondation Maeght, 2024

La Fondation a aussi organisé des expositions consacrées à des écrivains, à leur rôle dans le domaine de l’art, et aux peintres qu’ils ont défendus. Ce fut le cas pour Pierre Reverdy en 1970, pour René Char en 1971 et en 1973 pour André Malraux.
La Fondation organise également des expositions qui sont présentées à l’étranger dans des musées ou dans des fondations privées comme à Téhéran, à Grenade, à Bruxelles, à Madrid, à Turin ou à Stockholm.

## L'architecture

### Organisation du bâtiment

Bâtiment de la Fondation Maeght à Saint-Paul-de-Vence.

Le bâtiment qui abrite les collections de la Fondation a été réalisé par l’architecte catalan Josep Lluís Sert, sur la recommandation de Joan Miró, dans l'objectif de trouver un accord parfait entre art, nature et architecture. Marguerite et Aimé Maeght découvrent le travail de l'architecte, marqué par un style méditerranéen, alliant simplicité, prédominance du blanc et de la lumière, lors d’une visite de l’atelier de Miró à Palma de Majorque, également construit par Josep Lluís Sert. Le projet initial ne visait pas à créer un musée au sens traditionnel, mais un véritable village d’artistes, conçu comme un lieu de création, d’échange et de vie artistique organisé autour d’un point central : la chapelle. Chaque bâtiment a sa fonction : la bibliothèque, le café, la librairie, le bureau, les salles d’expositions, les ateliers de gravure et de céramique, comme dans un village. Le rythme architectural est donné par l'utilisation de claustras blanches et de larges baies vitrées, qui invitent le spectateur à observer les bois, la mer, le patio ou encore le bassin décoré par Braque. L’architecte a conservé les déclivités du sol. Ainsi, les salles d’expositions, patios et jardins sont agencés sur différents niveaux de terrasses et donnent au bâtiment toute son originalité. En 2014, à l’occasion du cinquantième anniversaire de la Fondation, une exposition a été consacrée à l’œuvre architecturale de Josep Lluís Sert.

#### La chapelle
La chapelle dédiée à saint Bernard, dont les ruines furent découvertes par Aimé Maeght, a été perçue par le couple comme un signe, à la suite du décès de leur fils Bernard. Il s'agit du premier élément édifié sur le site, car dès le départ, elle apparaît comme le cœur symbolique de la Fondation. La chapelle abrite un rare Christ espagnol du XIIe siècle, offert par Cristóbal Balenciaga, ainsi qu’un chemin de croix en ardoise réalisé par Raoul Ubac. Ce dernier est également l’auteur du vitrail La Croix et le Rosaire, tandis que le vitrail Oiseau blanc est l’œuvre de Georges Braque.

#### Réhabilitation et Extension
De 2009 à 2010, l’architecte italien Silvio d'Ascia dirige les travaux de réhabilitation et de mise en conformité. Quelques années plus tard, il prend en charge du projet d'extension de la Fondation, construite sous une partie des sols du bâtiment de Sert, offrant de nouveaux espaces qui respectent l'harmonie originelle du lieu. Ces espaces de 580 m² ont été inaugurés en 2024 à l'occasion du soixantième anniversaire de la Fondation. Sous la Cour Giacometti, la Salle Nicole Dassault présente un espace de 390 m², libre de toute structure apparente. Sous la cour Marina Kellen French, ancienne cour Miró restituée en une cour ouverte, se trouve une plus petite salle de 66 m², la salle Anny Courtade. Les deux salles sont reliées par une galerie de 44 m² (Salle Alain Nkontchou) consacrée à l’histoire de la Fondation et de son bâtiment. Ces nouvelles salles d’exposition s’ouvrent vers la pinède grâce à leur grande baie vitrée de toute largeur, laissant pénétrer la lumière naturelle en souterrain.

### Un bâtiment HQE
La Fondation Maeght est le premier bâtiment à porter le titre HQE « Haute qualité environnementale ». Son architecte conçoit un lieu où lumière, ventilation naturelle, circulation d’air, présence d’eau et ombrage végétal sont les maitres mots. Ce bâtiment est un précurseur de l’architecture durable.
Le problème de l’éclairage des salles d’expositions a été résolu grâce aux demi-voutes qui coiffent les toits, véritables « pièges de lumière » qui captent et diffusent la lumière solaire à travers une paroi vitrée.
Josep Lluis Sert a voulu une lumière naturelle qui ne soit jamais directe pour préserver les œuvres. Cette lumière naturelle pénètre dans les bâtiments, et crée ainsi le lien entre l’extérieur et l’intérieur.
Au grand regret des défenseurs de ce projet architectural, de nombreuses ouvertures imaginées par Josep Lluis Sert, notamment les lanterneaux installés sur les toits, ont dû être occultées pour protéger les œuvres à l’intérieur.
Les deux grands impluviums blancs sont l’emblème de la Fondation et assurent deux fonctions : recueillir les eaux de pluie pour alimenter les bassins, et apporter de la fraicheur dans les salles d’exposition grâce à l’ombre qu’ils procurent.

### La contribution des artistes
Des peintres et des sculpteurs ont collaboré à l'architecture avec Josep Lluis Sert en créant des œuvres intégrées au bâtiment et à la nature : la cour Giacometti, le Labyrinthe Miró peuplé de sculptures et de céramiques, les mosaïques murales de Marc Chagall et de Pierre Tal Coat, le bassin et la mosaïque de Braque, le vitrail de la chapelle qui reprend le thème exact des Oiseaux que Georges Braque a créé pour le plafond du musée du Louvre, la fontaine animée de Pol Bury.
L'édifice a été labellisé « Patrimoine du XXe siècle » par le ministère de la Culture.

#### Joan Miró
Chaque année, Joan Miró séjourne plusieurs mois à Saint-Paul chez les Maeght, où il travaille dans les ateliers de gravure et de céramique. Pour témoigner de sa reconnaissance, il fera le don de plusieurs centaines d’œuvres à la Fondation. En 1979, la Fondation célèbre les 85 ans de l’artiste et dévoile le vitrail monumental que Miró a conçu pour la Fondation.
Le Labyrinthe de Miró :
Aimé Maeght propose à Joan Miró d’investir les jardins de la Fondation. Accompagné de Josep Llorens Artigas, son ami de jeunesse à Barcelone, Miró réinvente la sculpture monumentale, qu’il associe à la nature et à l’architecture. Pour le Labyrinthe, il va créer un monde onirique peuplé de créatures fantastiques.
Pour réaliser son labyrinthe, Miró a placé au préalable des maquettes grandeur nature en contre plaqué tout au long des travaux afin de garantir une harmonie entre ses sculptures, la nature et l'architecture de la Fondation. L'artiste catalan utilise principalement la céramique : le Lézard (1963) grimpe sur le mur du patio, le Mur de la Fondation (1968) qu’il réalise compte 468 plaques de céramique, la sculpture intitulée le Cadran solaire (1973), La Déesse (1963), l'œuf de mammouth (1963), Gargouille (1968), ou encore Le Personnage (totem) (1968), visage de céramique brune juché sur une haute tige de fer.
Mais il explore également d'autres matériaux. La cheminée du campanile est dominée par l'Oiseau de la Tour (1968) en fer forgé, L’ Oiseau Solaire (1968) et L’Oiseau Lunaire (1968) sont en marbre de Carrare, la Femme à la chevelure défaite (1968) en marbre blanc, La Fourche (1963) est en fer et en bronze. Celle-ci reprend le symbole du poing levé du paysan en révolte lors de la guerre d’Espagne. La Grande Arche (1963) est réalisée en béton, où Miró a gravé ses signes récurrents au marteau-piqueur.
On peut aussi voir Le fil d’Ariane, ligne blanche peinte par Miró sur les murets, qui guide le visiteur dans sa promenade.

#### Alberto et Diego Giacometti
La cour Giacometti se trouve en bas du bâtiment principal et ses toits en pagode. Cette cour accueillait les Nuits de la Fondation ainsi que des concerts et des grandes soirées.
Tous les éléments de décoration de la Fondation comme les bancs, les portes, les lampes, les lampadaires, ont été conçus par Alberto Giacometti et Diego Giacometti. L’ensemble du mobilier de la cafétéria, appelée Café Diego, est une création spéciale de Diego pour la Fondation. Il réalise les étagères, les comptoirs, les lampes, les chaises ainsi que les tables en bronze et en fer forgé.

Cours Giacometti.

#### Georges Braque
Georges Braque a réalisé le vitrail sud de la chapelle Saint-Bernard en 1962, où son oiseau blanc incarne le sacré. Il dessine aussi un bassin en mosaïque représentant des poissons.

#### Raoul Ubac
Raoul Ubac a réalisé le vitrail nord de la chapelle saint Bernard ainsi que les quatorze stations du Chemin de Croix en ardoise sculptée en 1961. On trouve aussi, sur l’un des murs extérieurs de la Fondation, la plus grande sculpture murale de l’artiste.

#### Marc Chagall
Marc Chagall réalise spécifiquement pour la Fondation, une mosaïque murale intitulée « Les Amoureux » ou « Bienvenue ». Elle représente le couple Maeght accueillant les visiteurs. Il signe aussi La Vie, peinture qui résume sa propre existence jusqu'alors.

Jardin de la Fondation.

## Une structure multiculturelle

### Les Nuits de la Fondation
La Fondation Maeght ne se présente pas comme un musée mais comme un grand atelier, permettant la rencontre de tous les "arts vivants" comme les nommaient Aimé Maeght, y compris la musique, la danse, la poésie...
Les Nuits de la Fondation Maeght ont eu lieu chaque année en juillet et août de 1965 à 1970, dans la cours Giacometti. Le public pouvait ainsi découvrir au sein même de la Fondation des artistes pionniers de la musique expérimentale comme Terry Riley, Pierre Boulez ou encore Cecil Taylor. La Fondation accueillait ainsi la musique contemporaine mais aussi la danse et le théâtre d’avant-garde.

### La bibliothèque
La Fondation Maeght comporte une bibliothèque publique ouverte depuis 1972, la bibliothèque Paule et Adrien Maeght. Elle comprend environ 10 000 volumes sur l’art, les collections complètes des principales revues d’art ainsi que les catalogues des principaux musées du monde. Elle est ouverte sur rendez-vous pour les chercheurs et étudiants.

### Le cinéma
La Fondation Maeght comportait un cinéma d’art et d’essai qui fonctionnait tous les jours en été et trois jours par semaine pendant le reste de l’année. Une cinquantaine de films sur les artistes, la plupart produits par Maeght, y étaient projetés en alternance. La Fondation continue d'entretenir régulièrement cet esprit par des projections estivales en plein air.